# Ietje Paalman-de Miranda
Aïda Beatrijs (Ietje) Paalman-de Miranda (Paramaribo, 20 februari 1936 - Amsterdam, 11 mei 2020) was een in Suriname geboren Nederlandse wiskundige. Ze was de eerste vrouwelijke hoogleraar wiskunde aan de Universiteit van Amsterdam.

## Biografie
Paalman werd geboren in het stadsressort Uitvlugt in Paramaribo. Toen ze 17 jaar oud was, verhuisde ze naar Nederland om wiskunde te studeren aan de Universiteit van Amsterdam. In die tijd was dat nog heel ongebruikelijk en was ze de enige vrouw op de faculteit. Ze studeerde hier op 23 november 1960 cum laude af. Ze werkte aan haar doctoraat met Johannes de Groot als haar begeleider. Ze promoveerde in 1964 tot doctor, eveneens cum laude, met De Groot als promotor. Haar proefschrift was getiteld "Topological Semigroups". (Haar paranimfen waren Hugo Brandt Corstius en haar echtgenoot.) Nadat ze in 1966 al lector was geworden, werd ze in 1980 benoemd tot hoogleraar zuivere wiskunde en werd daarmee met Ruth F. Curtain uit Groningen de eerste vrouwelijke hoogleraar wiskunde in Nederland. Haar bijzondere verhaal verbindt de wiskundige gemeenschap en de Surinaamse gemeenschap.
Ietje de Miranda was getrouwd met de apotheker Dolf Paalman. Ze kregen twee kinderen en drie kleinkinderen.

## Wiskundig werk
Paalman was vooral actief in de topologie en de verzamelingenleer en heeft drie promovendi begeleid, die allen promoveerden bij haar en Jan van Mill. Ze publiceerde een boek (Topological semigroups - Mathematical Centre Tracts, 1964, Mathematisch Centrum, Amsterdam) en elf artikelen over W-groepen, over topologische representaties van halfgroepen en over compacte groepen. Daarnaast schreef ze syllabi ten behoeve van haar onderwijs aan het Korteweg-de Vries Instituut van de Universiteit van Amsterdam. Zij hechtte groot belang aan goed onderwijs aan de universiteit, maar ook op middelbare scholen. Meermaals gaf ze aan het afschaffen van de universitaire MO-opleiding zorgelijk te vinden, omdat dat gepaard zou gaan met verlies aan wiskundige kennis bij (toekomstige) docenten in het middelbaar onderwijs.

## Aïda Paalman-de Miranda Fonds
Op 18 juni 2022 werd aan de Universiteit van Amsterdam (UvA) een eendaags symposium georganiseerd ter nagedachtenis aan prof. dr. Aïda Paalman-de Miranda. Daar vond tevens de lancering plaats van het Aïda Paalman-de Miranda Fonds. Het fonds is ingesteld om de ontwikkeling van talent onder Surinaamse studenten te stimuleren.Ter gelegenheid van deze lancering maakte de schilder Sam Drukker een postuum portret van Ietje Paalman de Miranda en werd op deze dag onthuld. Het schilderij kreeg een plek in de aula van de UvA.